# Phichit (tỉnh)
Phichit (tiếng Thái: พิจิตร, Phiên âm: Bi-chít) là một tỉnh ở miền Bắc của Thái Lan. Các tỉnh giáp giới (từ phía Bắc theo chiều kim đồng hồ là: Phitsanulok, Phetchabun, Nakhon Sawan và Kamphaeng Phet.